# Bánh

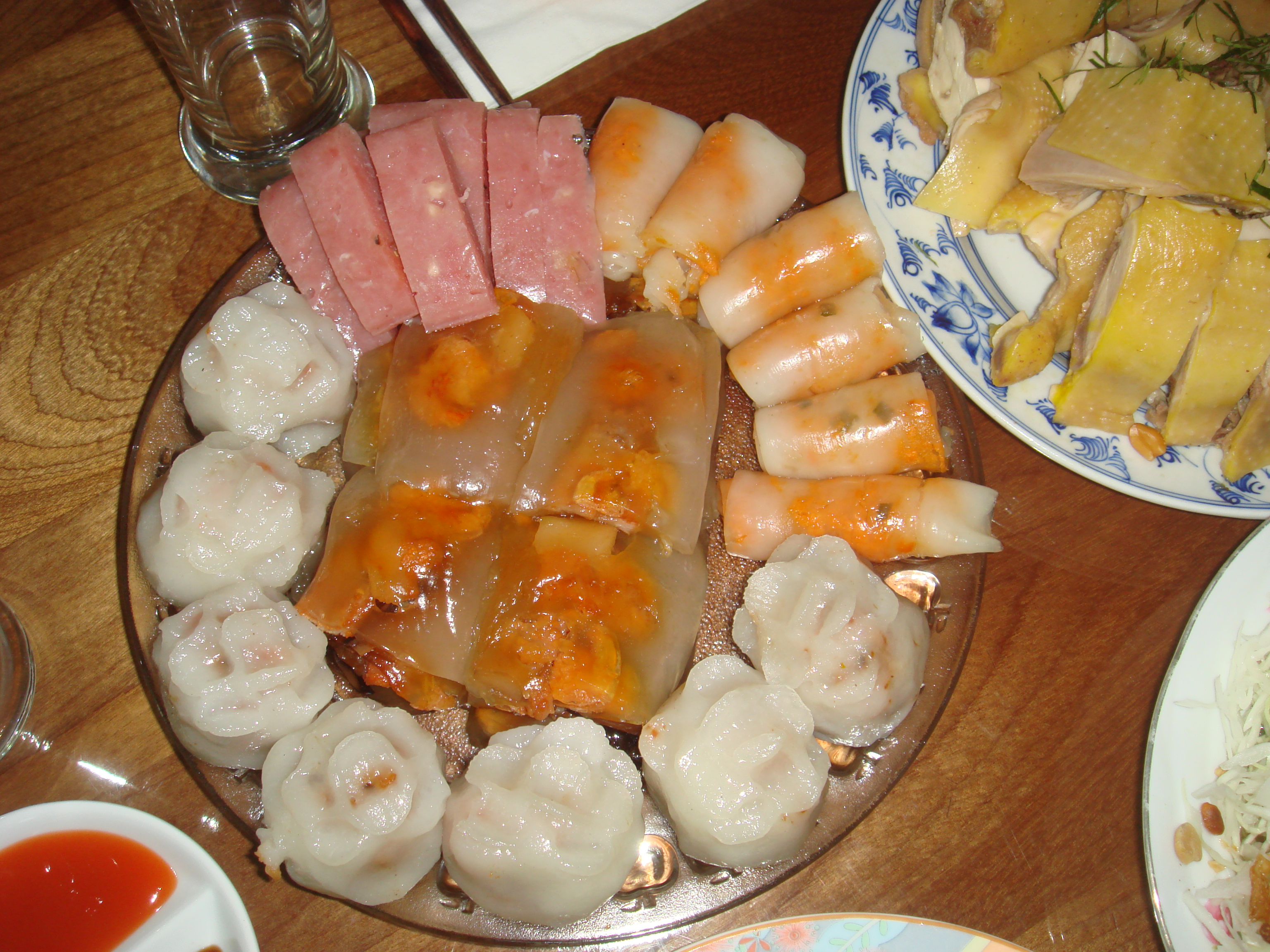
Bánh bèo, bột lọc y nem chua.

En vietnamita, Bánh (dialecto de Hanói: [ɓaʲŋ̟˧˥]; de Saigón: [ɓan˧˥]) quiere decir «pastel» o «pan» y alude a una amplia variedad de recetas (con la excepción de bánh xe, que es un tipo de rueda). Con la adición de adjetivos calificativos, bánh alude a una amplia variedad de distintivos pasteles, bollos, dulces, sándwiches y recetas dulces y salados, que pueden prepararse al vapor, al horno, friéndolos, salteándolos o cociéndolos. Los elaborados con harina de arroz o trigo suelen llamarse bánh, pero el término también puede aplicarse a ciertas variedades de fideos y pasteles de pescado, como el bánh canh y el bánh hỏi.
Cada variedad de bánh va designada por una palabra o frase descriptiva que sigue a bánh, como bánh bò (literalmente ‘pastel de vaca’) o bánh chuối (literalmente ‘pastel de plátano’). El bánh que se envuelve en hojas antes de cocerlo al vapor se llama bánh lá (literalmente ‘pastel de hoja’).
En vietnamita, el término bánh no sólo se refiere a la gastronomía de Vietnam: se aplica igualmente a varias recetas como la galleta de la suerte (bánh may mắn), el budín, el flan (bánh caramen), y la hostia (Bánh Thánh).

## Variedades
Hay una enorme variedad de platos llamados con el prefijo bánh.

### Fideos
- Bánh canh, fideo grueso.
- Bánh hỏi, fideos extremadamente finos que se hilan en intrincados fajos y a menudo se cubren con cebollino picado y un plato de carne complementario.
- Bánh phở, fideos de arroz usados en phở.

### Dumplings
- Bánh bá trạng, parecido al zongzi chino.[2]
- Bánh bao,[3] bollo con forma de bola relleno de cerdo y otros ingredientes.
- Bánh bột lọc], dumplings:
  - Bánh bột lọc trần,[4] dumplings con cubierta de almidón de tapioca, parecido al fun guo chaozhou.
  - Bánh bột lọc lá,[5] dumplings pequeños de harina de arroz rellenos de gamba y cerdo picado y envueltos en una hoja de plátano, originarios de from Hue.
- Bánh cam, bolas de sésamo y arroz glutinoso fritas rellenas con pasta de frijol chino dulce, originarias del sur de Vietnam.
- Bánh ít, bolitas de arroz glutinoso rellenas:
  - Bánh ít trần,[6] bolitas de arroz glutinoso rellenas «desnudas».
- Bánh khúc,[7] bola de arroz glutinoso.
- Bánh nậm,[8] dumpling de harina de arroz plano de Hue relleno de cerdo picado y champiñón, condimentado con pimiento y especias, y envuelto en una hoja de plátano.
- Bánh phu thê[9][10] (literalmente ‘pastel marido y mujer’) o bánh xu xê, un pastel dulce hecho de harina de arroz o tapioca y gelatina, rellena con pasta de frijol chino.
  - Bánh phu thê bột bán, pastel de marido y mujer hecho con perlas de tapioca.
- Bánh rán, bolas de sésamo y arroz glutinoso fritas rellenas con pasta de frijol chino endulzada, del norte de Vietnam.
- Bánh tẻ, pastelito de arroz al vapor envuelto en hojas de un árbol local con forma de cilindro largo y fino, bien cocido.

### Panqueques

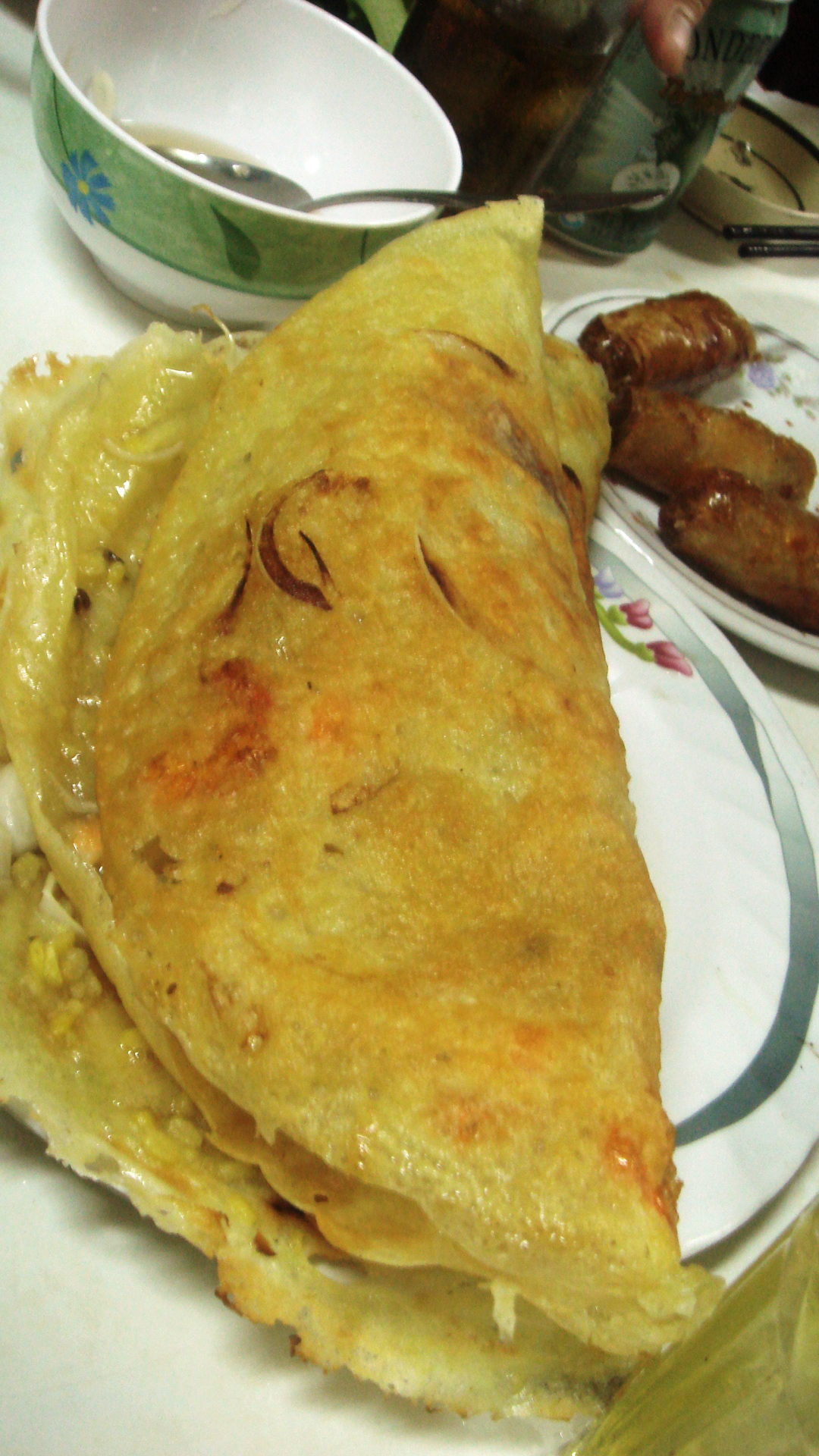
Bánh xèo.

- Bánh bèo,[11] pastelitos de arroz salados al vapor.
- Bánh căn,[12] una especialidad del sur consistente en panqueques pequeños hechos de huevos de codorniz, cocinados en pequeñas sartenes de arcilla.
- Bánh đúc,[13] pastel de arroz o maíz tomado como postre, o salado.
- Bánh rế, panqueque frito.
- Bánh khọt,[14] una especialidad del sur consistente en pequeños panqueques de harina de arroz fritos.
- Bánh xèo, crepes con sabor a leche de coco.

### Rollos
- Bánh cuốn, rollos de arroz al vapor.
- Bánh tôm, pasteles de gamba.
  - Bánh tôm Hồ Tây, un pastel de gamba especialidad de la zona cercana lago Tây (Hồ Tây), Hanói.

### Papel de arroz
- Bánh tráng, papel de arroz.
- Bánh ướt, papel de arroz al vapor.

### Sándwiches

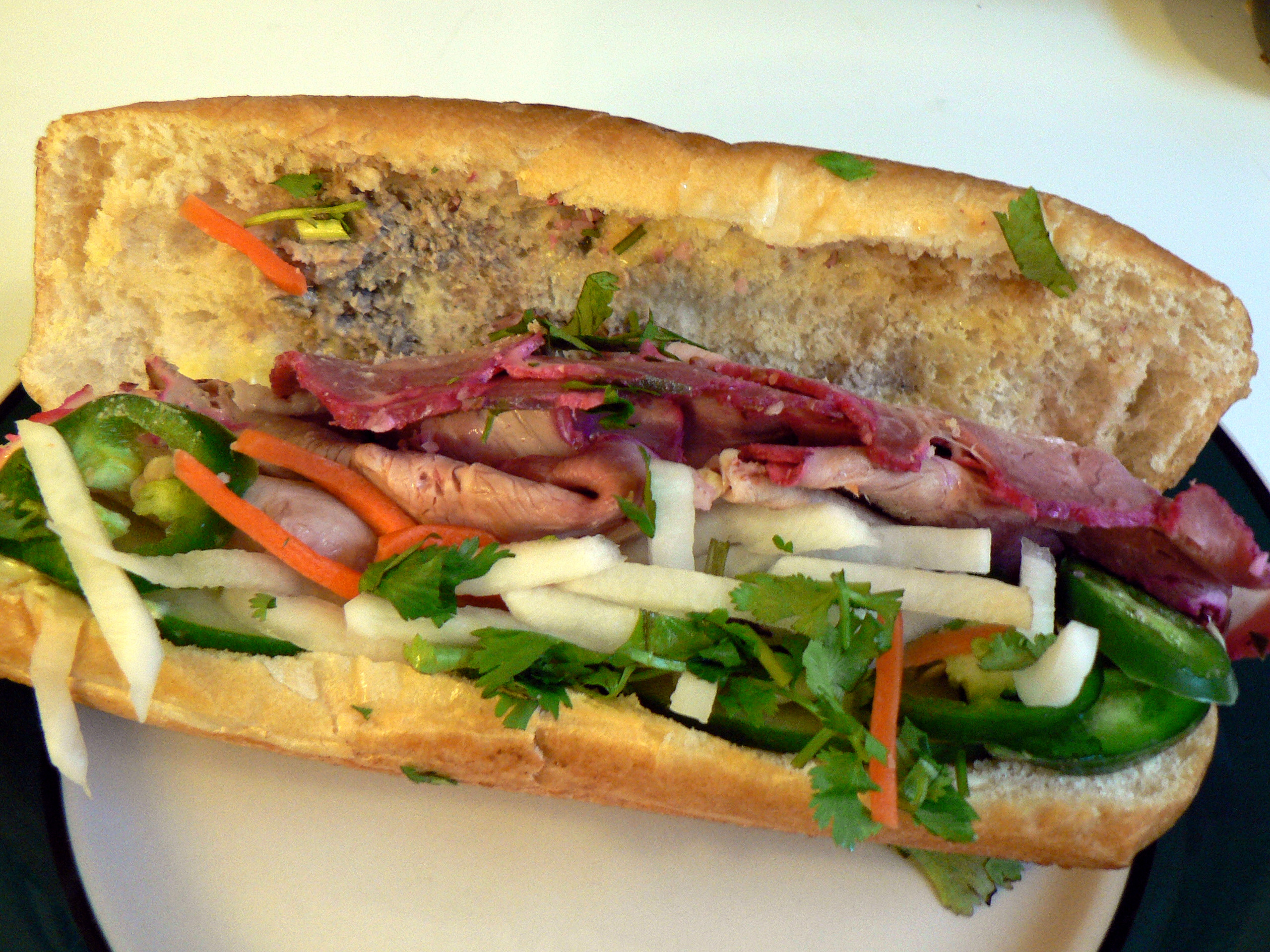
Bánh mì.

- Bánh mì, sándwich vietnamita.

### Pasteles dulces
- Bánh bò (‘pastel de vaca’), hecho de harina de arroz glutinoso y leche de coco, con una textura melosa.
- Bánh cáy, postre dulce rectangular hecho tostando y moliendo arroz glutinoso y otros ingredientes.
- Bánh da lợn, pastel al vapor con capas coloreadas hechas de almidón de tapioca, harina de arroz, leche de coco y agua, azúcar y otros ingredientes.
- Bánh đúc,[13] pastel de arroz o maíz tomado como postre, o salado.
- Bánh chuối, pastel de plátano.
- Bánh khoai môn, pastel de taro.
- Bánh tiêu,[15] dónuts huecos.
- Bánh trung thu, pastel de luna (yue bing).
- Bánh khoai mì,[16] pastel de yuca dulce.

### Platos para ocasiones especiales

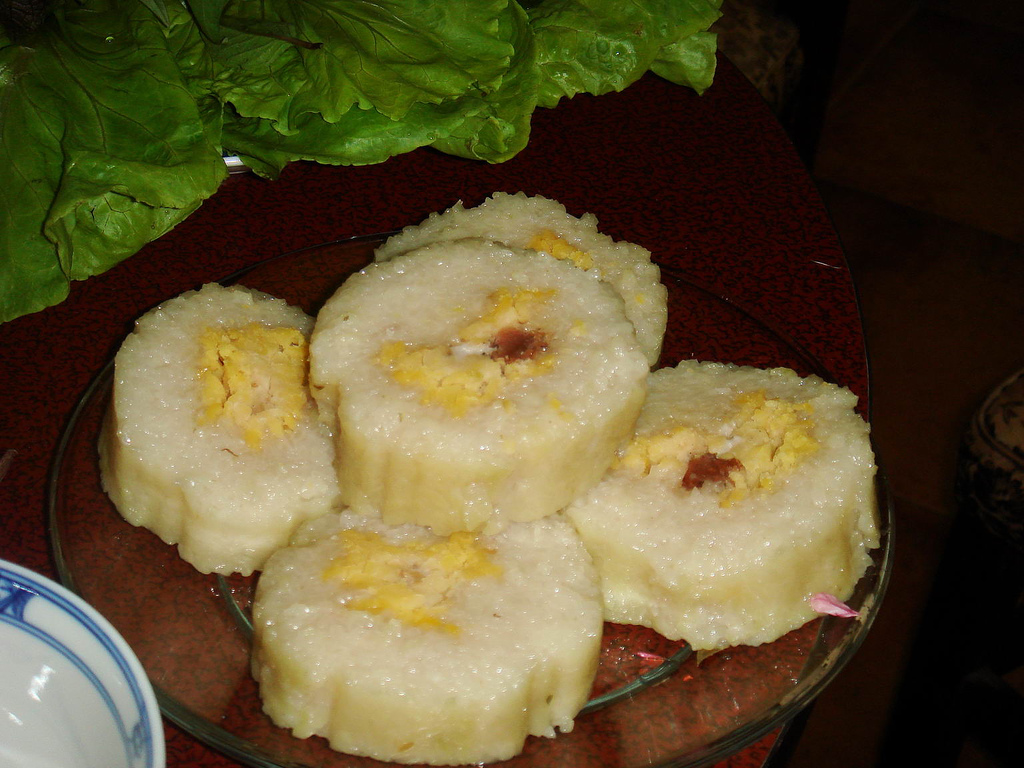
Un plato de bánh tét, relleno de pasta de frijol chino.

- Bánh chưng, dumpling cuadrado de arroz glutinoso al vapor envuelto en una hoja de dong (lá dong).
- Bánh tét, pastel de arroz glutinoso con forma de tronco, envuelto en una hoja de plátano y relleno con carne o verdura.
- Bánh trôi,[17] también bánh chay (literalmente ‘pastel flotante’).
- Bánh tô, un pastel pegajoso redondo de color dorado que se sirve en el año nuevo. Se hace con harina de arroz glutinoso, azúcar, agua y aceite de soja. Como el pastel de año nuevo chino, neen gow, se sirve cortado en rodajas finas mojadas en huevo y fritas. Es un pastel poco común, del que se dice que la forma representa una rueda. A veces se decora con semillas de sésamo y colorante rojo.

### Otros
- Bánh bông hồng.[18]
- Bánh bông lan.
- Bánh chay, servido junto al bánh trôi.
- Bánh cốm.
- Bánh đa.
- Bánh đậu xanh.[19]
- Bánh dứa.
- Bánh gai.
- Bánh giầy, también escrito bánh dầy.
- Bánh giò.
- Bánh ít lá gai.
- Bánh kẹp.
- Bánh mật.
- Bánh lá dừa.
- Bánh phồng tôm.
- Bánh phục linh.
- Bánh quế.
- Bánh tráng mè.
- Bánh tráng nướng.